# Marte se mueve

Bandera de la República Federal de Marte tal como se describe en el libro.

Marte se mueve (título original en inglés Moving Mars) es una novela de ciencia ficción del autor estadounidense Greg Bear, publicada por primera vez en 1993.
Esta novela ganó el premio Nébula en 1994 en la categoría de mejor novela, y fue nominada para el premio Hugo del mismo año, en la misma categoría.
Esta novela se sitúa en el mismo mundo futuro que Reina de los ángeles, Alt 47 y Heads, dominado por la nanotecnología. Aunque como su título lo implica, la mayor parte se desarrolla en el planeta Marte, y tiene escasa relación con las demás obras salvo en algunas referencias históricas comunes. La trama se centra fuertemente en la reflexión política, mostrando los eventos vistos por uno de sus protagonistas.

## Resumen de la trama
Esta novela es narrada desde la perspectiva de una política marciana llamada Casseia Majumdar, en el estilo de una memoria o autobiografía.
La novela empieza describiendo los eventos de la juventud de Casseia, que la llevan a escoger la política como carrera. Marte en el año 2171 ha sido colonizado, y desde el principio la unidad política fundamental son las Multimodales Asociativas(MA). Tales multimodales asociativas son mezclas de familia y empresa, que controlan ciertos recursos y se gestionan de manera autónoma, comerciando entre ellas pero manteniendo un estado de cuasi-anarquía que los marcianos han llegado a apreciar.
Sin embargo la poderosa Tierra no aprecia la anarquía marciana e intenta manipular la política local para formar un gobierno unificado con el cual simplificar las relaciones políticas y comerciales, lo cual resulta entre otras cosas, en una revuelta estudiantil que es severamente reprimida, escándalo que posteriormente significa la disolución del primer gobierno unificado de Marte; evento de la cual Casseia obtiene el deseo de dedicarse a la política, al ver la fragilidad de Marte faz a la arrolladora potencia de la Tierra.
La novela narra también la relación fallida de Casseia con otro estudiante, un físico llamado Charles Franklin, que va revelarse luego como un elemento mayor en su vida y en la historia marciana. 
Casseia logra dedicarse a la política, y emprende su primer trabajo viajando a la Tierra en una misión diplomática de su MA (Majumdar) que termina en un fiasco, no sin antes descubrir que la Tierra ha colocado mecanismos de control ocultos en las inteligencias artificiales que vende a Marte. De retorno en Marte y sin trabajo, conoce a Ilya Erzul-Rabinovitch un areólogo y especialista en fósiles marcianos (se implica que Marte tuvo vida alguna vez) y contrae matrimonio con él, volviéndose con ello parte de la MA de su marido (Erzul).
Estando en Erzul se liga de amistad con Ti Sandra Erzul, política con grandes planes para el futuro. Debido a las continuas presiones de la Tierra sobre las MAs, en cuestión de pocos años, Ti Sandra y Casseia se encuentran casi sin darse cuenta al centro del segundo intento de las MAs por crear un gobierno marciano unificado, pero esta vez libre de influencias terrestres para defenderse de las presiones.
En las primeras elecciones globales, Ti Sandra es electa como primer presidente de Marte y Casseia como su vicepresidente.
Durante ese tiempo, Charles Franklin lleva a cabo sus planes de juventud, creando discretamente una teoría revolucionaria que demuestra que el universo es un sistema de cómputo, e inventa métodos (las "pinzas de Pierce") para intervenir en su misma programación, abriendo la puerta a una tecnología capaz de controlar la materia a un nivel fundamental, y capaz de destruir mundos o desplazarlos. Charles sabe que en la Tierra investigan las mismas cosas que él, pero no han logrado resolver problemas que él ya ha resuelto.
Sabiendo las implicaciones de su trabajo, Charles comunica al gobierno recientemente elegido de Ti Sandra y Casseia sus descubrimientos. Dándoles un verdadero regalo envenenado, pues ambas sospechan que la Tierra nunca podría aceptar que Marte tenga una ventaja tan enorme sobre ella, y que haría todo para evitar que la utilizaran.
Sospechas que se confirman cuando durante la segunda campaña electoral, un gobierno indeterminado de la Tierra lanza "ataques quirúrgicos" contra sitios estratégicos de Marte, intentando imponer un gobierno títere y desanimar la investigación que lleve a la creación de la tecnología de las pinzas de Pierce. Demostrando que la Tierra sospecha, pero ignora que Marte tiene ya en su poder tal tecnología.
Casseia ordena a Charles que utilice su tecnología para disuadir a la Tierra, y este lo hace de manera fastuosa: desplazando Fobos a la órbita terrestre y amenazando de lanzarlo a la superficie si el ataque no cesa.
Su táctica funciona, pero a precio de traer el caos al sistema solar. La guerra abierta está en ciernes, y Casseia convertida en presidente luego de la muerte de Ti Sandra, deberá elegir entre utilizar el poder bajo su control antes que la Tierra desarrolle la misma tecnología, o bien otra solución más radical: la huida.
Es al final cuando se ve que el título de la novela se aplica literalmente, pues cuando la Tierra adquiere la misma tecnología de las pinzas de Pierce, la guerra se declara y Casseia ordena que Marte sea desplazado a miles de años luz de la Tierra.
| Predecesor                                         | Premios de Marte se mueve                             | Sucesor                                     |
| -------------------------------------------------- | ----------------------------------------------------- | ------------------------------------------- |
| El libro del día del Juicio Final de Connie Willis | Premio Ignotus a la mejor novela extranjera (1996)    | Marte rojo de Kim Stanley Robinson          |
| Marte rojo de Kim Stanley Robinson                 | Premio Nébula a la mejor novela (22 de abril de 1995) | El experimento terminal de Robert J. Sawyer |

- Datos: Q3203183